# Дмитро
Дмитро́ (грец. Δημήτριος) — українське чоловіче ім'я, пов'язане з ім'ям Деметри, богині землі та родючості в давньогрецькій міфології. Перекладається приблизно як «той, хто належить Деметрі». Слов'янізована форма грецького імені Деметріос. Існує жіноча форма імені — Димитра, вона вживається в Польщі, Чехії, Словаччині та на Балканах.
Розмовні та зменшувальні форми: Димко́, Дми́трик, Дми́тронько, Дми́трочко, Дмитру́сь, Дмитру́нько, Митько́, Митя. Вживається також російська зменшувальна форма Діма, не притаманна українській мові.

## Іменини
24 лютого, 28 травня, 1 червня, 16 червня, 24 вересня, 4 жовтня, 8 листопада, 10 листопада, 28 листопада.

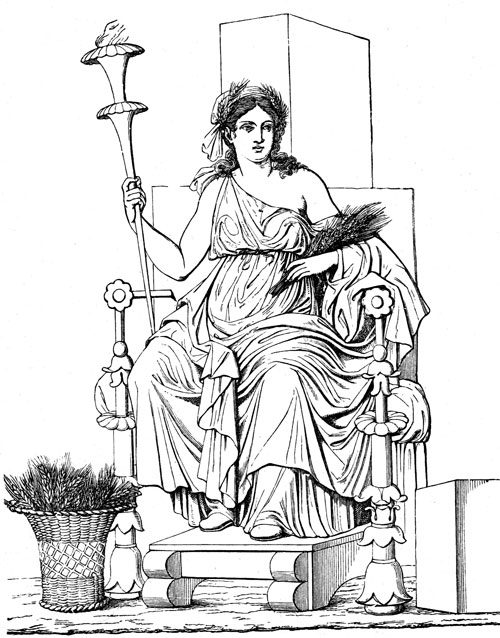
Давньогрецька богиня плодючості Деметра.

## Іншомовні аналоги
| англійська | Demeter, Demetrius, Dmytro                       |
| білоруська | Зміцер, Дзмітрый, Змітрок, Зьміцер (тарашк.)     |
| болгарська | Димитър                                          |
| угорська   | Demeter, Dömötör                                 |
| грецька    | Δημήτριος (Дімітріос), Δημήτρης (Дімітріс)       |
| іспанська  | Dmitrio                                          |
| італійська | Demetrio                                         |
| китайська  | 德米特里 (Dé mǐ tè lǐ)                           |
| корейська  | Demetriu (Деметріу)                              |
| німецька   | Dmitri                                           |
| польська   | Demetriusz, Demetrius (біблійська форма), Dymitr |
| румунська  | Dumitru                                          |
| словацька  | Demeter                                          |
| російська  | Дмитрий                                          |
| фінська    | Maati, Dmitri (Drimtry)                          |
| французька | Dimitri                                          |
| чеська     | Dimitrij (Дімітрій), Dmitr (Дмітр)               |
| японська   | Domitorio                                        |
| українська | Дмитро                                           |

## Похідні прізвища
Від імені Дмитро утворені багато прізвищ: Дмитренко, Дмитрів, Дмитрук, Дмитрюк, Дмитров, Димитров та деякі інші.

## Культурний вплив
- Дмитер хитер: з'їв курку да сказав — полетіла
- Дмитер хитер, та й Савка не дурак
- Заробив наш Дмитруха — двічі в шию і раз поза вуха
- Гей, ти, Дмитруха, голова і два вуха[4]